# 星型正多面体
星型正多面体（ほしがたせいためんたい）は、ドイツの数学者ヨハネス・ケプラーが最初に発見した、各面が互いに交差する凸でない正多面体である。ケプラー・ポアンソの立体と呼ばれることもある。これらは正多面体を星型化することによって作ることができる。
すべての面が同一の正多角形で構成されている立体である正多面体は5つしか知られていなかったが、1619年にケプラーは正十二面体と正二十面体の辺を星型化することにより、2つの星型正多面体を発見した（小星型十二面体と大星型十二面体）。1810年にポアンソがその双対多面体である大十二面体と大二十面体の2種類を発見した。そして1812年に星型正多面体はこの4種類ですべてということがオーギュスタン＝ルイ・コーシーによって証明された。それで、小星型十二面体と大星型十二面体をケプラーの多面体、大十二面体と大二十面体をポアンソの多面体ということもある。

## 一覧表
| 名前           | 画像 | 構成面          | 辺 | 頂点 | 頂点形状            | シュレーフリの記号 | ワイソフ記号 | 双対           | 枠         | 芯         | 密度 |
| -------------- | ---- | --------------- | -- | ---- | ------------------- | ------------------ | ------------ | -------------- | ---------- | ---------- | ---- |
| 小星型十二面体 |      | 星型五角形 12枚 | 30 | 12   | 5/2,5/2,5/2,5/2,5/2 | {5/2,5}            | 5\|2 5/2     | 大十二面体     | 正二十面体 | 正十二面体 | 3    |
| 大十二面体     |      | 正五角形 12枚   | 30 | 12   | (5,5,5,5,5)/2       | {5,5/2}            | 5/2\|5 2     | 小星型十二面体 | 正二十面体 | 正十二面体 | 3    |
| 大星型十二面体 |      | 星型五角形 12枚 | 30 | 20   | 5/2,5/2,5/2         | {5/2,3}            | 3\|2 5/2     | 大二十面体     | 正十二面体 | 正十二面体 | 7    |
| 大二十面体     |      | 正三角形 20枚   | 30 | 12   | (3,3,3,3,3)/2       | {3,5/2}            | 5/2\|3 2     | 大星型十二面体 | 正二十面体 | 正二十面体 | 7    |